# Gara Mogoșoaia (Ilfov)
Gara Mogoșoaia este o gară care deservește comuna Mogoșoaia, județul Ilfov, România.